# Премия имени Петера Бёниша

логотип Премии имени Петера Бёниша

Пре́мия и́мени Пе́тера Бёниша присуждается молодым российским и немецким журналистам за материалы, посвящённые различным аспектам германо-российских отношений и содействующие лучшему пониманию образа жизни и проблем двух народов.
Учреждена в память о Петере Бёнише (см. Peter Boenisch), одном из патриархов журналистики Федеративной Республики Германия, учредителе и первом председателе «Петербургского диалога». Присуждается ежегодно, с 2006 года.

## Условия конкурса
На рассмотрение жюри допускаются публикации на немецком или русском языках для газет и журналов, радио и телевидения. Поданные материалы должны быть опубликованы не более чем за три года до объявления очередного конкурса.
Лауреаты премии награждаются «Серебряным пером» (драгоценной перьевой ручкой с наградной гравировкой), денежной премией и журналисткой поездкой по Германии либо России. Ежегодно присуждается от 1 до 8 премий. В разные годы денежное вознаграждение составляет от 1 до 3 тыс. евро, вручается как приз или в виде целевого гранта на журналистскую поездку. В отдельных случаях поездка является самостоятельным призом, или же лауреаты получают и денежное вознаграждение, и журналистское путешествие.
Первоначально премия имела степени (места), впоследствии лауреатам стали вручать одинаковые награды. Вплоть до 2010 г. премия присуждалась только молодым журналистам (до 35 лет), в 2011 году одним из её лауреатов стал известный советский, ныне российский журналист, обозреватель телеканала НТВ Владимир Кондратьев.

Принимая награду, российский журналист отметил, что за его профессиональную практику главным событием, которое он освещал, стало объединение Германии. Кондратьев рассказал, что учился в Лейпциге и всегда с удовольствием работал и жил в ФРГ.
— РИА Новости" 

## Первые лауреаты премии
Первый раз премия имени Петера Бёниша была вручена в 2006 г. на VI форуме «Петербургский диалог» в Дрездене. Её лауреатами стали Виктория Миронова, Сергей Сумлённый и Виктор Белимов .

В этом году первое место заняла Виктория Миронова (кандидат наук, 34), директор Центра общественных связей и доцент Братского Государственного Университета в Иркутской области. Работая над статьей «Я другой такой страны не знаю», она беседовала с бывшими германскими заключенными, после раздела Германии депортированными на основании фальшивых обвинений как «рабы» в лагеря сталинского ГУЛАГа. Эти современники делились впечатлениями о своих процессах, о депортации, о жизни в лагере. В статье рассказывается, как они вспоминают свою молодость, невольно проведенную в Советском Союзе, как они научились любить русский язык, а также о том, что они не таят зла на русский народ. Поэтому жюри пришло к однозначному заключению: «В статье Виктории Мироновой разрабатывается важная и серьезная тема. В этих целях Виктория Миронова провела глубокое журналистское расследование, сформировала свой взгляд на тему. Прочитав статью Мироновой, хочется больше узнать о людях, о которых она пишет.— Петербургский диалог 2006
Первым немецким лауреатом премии в 2007 г. стал Беньямин Биддер, подготовивший для онлайн версии журнала „Шпигель“ материал о молодых немцах, добровольно отправляющихся в Россию в качестве социальных работников.

Более глубокое понимание — именно к этому стремятся молодые немецкие волонтеры, с которыми я имел возможность встретиться в Москве, а также двое пожилых русских — Дмитрий и Анна, за которыми они ухаживают», — рассказал Беньямин Биддер, который сам проходил альтернативную службу в России в Павловском доме-интернате для детей-инвалидов.— Petersburger Dialog Wiesbaden 2007

## Список лауреатов
Дрезден, 2006 год
1 место
Виктория Миронова, свободный журналист
2 место
Сергей Сумлённый, «Эксперт»
3 место
Виктор Белимов, «Экспер-Урал»

Висбаден, 2007
Беньямин Биддер, «Шпигель», онлайн версия

Санкт-Петербург, 2008
1 место
Диана Хильшер, свободный журналист
Александр Христенко, «Вести», ВГТРК
2 место
Анна Толстова, «Коммерсантъ»
Вячеслав Юрин, русская редакция Deutsche Welle
Яна Максимова, «Вести-Волгоград»
3 место
Йенс Мюлинг, «Tagesspiegels»
Анастасия Грачева, Даниэла Ханнеманн, «Голос России»
Евгения Сайко, «СТС — Открытое телевидение» (Томск)

Мюнхен, 2009
Марина Борисова, русская редакция Deutschen Welle
Дана Ритцманн, проект to4ka-treff.de

Екатеринбург, 2010
Паулина Тилльманн, «Баварское радио»
Наталья Сойнова, свободный журналист
Дмитрий Воронков, «Саратовский взгляд»

Вольфсбург/Ганновер, 2011
Владимир Кондратьев, НТВ
Марик Аден, Deutschlandfunk
Анастасия Рожкова, свободный журналист
Коллектив российско-немецкого молодёжного журнала «butterbrot» (г. Томск, г. Ганновер)

Москва, 2012
Ксения Реутова, кинокритик, свободный журналист
Оливер Бильгер, Handelsblatt

## Работы, удостоенные премии
В. Миронова «Я другой такой страны не знаю» (недоступная ссылка)

С. Сумлённый «Оперируйте себя сами» Архивная копия от 9 июля 2012 на Wayback Machine

В. Белимов «Конец эпохи романтизма» (недоступная ссылка)

Н. Сойнова «На Берлин»

Д. Воронков «История одной трагедии» Архивная копия от 17 января 2017 на Wayback Machine